# Cadurcotherium
Cadurcodon, un autre Amynodontidae.
Genre
Espèces de rang inférieur
- † Cadurcotherium cayluxi Gervais, 1873, espèce type
- † Cadurcotherium minus Filhol, 1880
- † Cadurcotherium rakoveci Malez et Thenius[1], 1985

Cadurcotherium est un genre fossile de rhinocéros de l'Oligocène, sans cornes, de la famille également éteinte des Amynodontidae, et parfois placé dans la tribu des Cadurcodontini.
Il a vécu en Europe (ses fossiles ont été trouvés en Allemagne, France, Suisse, Espagne et Bosnie-Herzégovine) il y a environ entre 33,9 et 23,03 millions d'années.

## Description
Comme tous les aminodontidés, Cadurcotherium avait un aspect général intermédiaire entre un hippopotame et un tapir, avec des pattes relativement courtes et un corps allongé. Le crâne était plutôt court et se terminait probablement par une courte trompe, vue la rétraction des os du nez. C'est un représentant spécialisé de son groupe, avec une denture caractéristique à deux incisives supérieures et une inférieure sur chaque branche de la mâchoire. Ses prémolaires et molaires avaient une couronne très haute (hypsodonte), de section très étroite pour les molaires inférieures, capable de trancher des végétaux coriaces.
Le crâne de C. cayluxi mesure environ 60 centimètres de long, tandis que celui de C. minus, est, comme son nom l'indique, plus petit.

## Liste des espèces
Deux ou trois espèces de Cadurcotherium sont généralement définies :
- † Cadurcotherium cayluxi, l'espèce type, définie à l'origine uniquement par des dents, est connue sur plusieurs sites de différents niveaux d'âge Rupélien en France, dans le Cantal, Lot, Tarn-et-Garonne, Alpes-de-Haute-Provence et Essonne[3],[4]. L'espèce « C. nouleti », également découverte sur plusieurs gisements français et en Espagne au Rupélien et au Chattien, est aujourd'hui mise en synonymie avec C. cayluxi[3],[5] ;

- † Cadurcotherium minus est connue dans le Rupélien du sud-ouest et du centre de la France et en Suisse (Canton du Jura). Elle provient de niveaux stratigraphiques rupéliens un peu plus anciens que ceux qui ont fourni C. cayluxi. C. minus pourrait ainsi avoir précédé C. cayluxi[3] ;

- † Cadurcotherium rakoveci, décrite dans le Chattien de Bosnie-Herzégovine. Selon B. Ménouret (2018) « Les différences entre les espèces C. minus et C. rakoveci sont très faibles, elles pourraient être synonymes »[3].